# راجر براون (بازیکن فوتبال)
راجر براون (انگلیسی: Roger Brown; ۱۲ دسامبر ۱۹۵۲ – ۱۷ اوت ۲۰۱۱) بازیکن فوتبال اهل بریتانیا بود.
از باشگاه‌هایی که در آن بازی کرده‌است می‌توان به باشگاه فوتبال فولام، باشگاه فوتبال لیمینگتون، باشگاه فوتبال پول تاون، باشگاه فوتبال ویموث، باشگاه فوتبال ای‌اف‌سی بورنموث، و باشگاه فوتبال نوریچ سیتی اشاره کرد.